# Canthidium smithi
Canthidium smithi är en skalbaggsart som beskrevs av Bates 1889. Canthidium smithi ingår i släktet Canthidium och familjen bladhorningar. Inga underarter finns listade.